# 自由フォーラム

Liberales Forum (LIF)

自由フォーラム（じゆうフォーラム、独: Liberales Forum、略称:LIF）は、かつて存在したオーストリアの小政党。
1993年2月4日にオーストリア自由党から離党した5名の議員によって創設された。初代党首はハイデ・シュミット。ハイデ・シュミットらは、自由党がイェルク・ハイダー党首の下、右傾化したことに反発し離党に及んだ。2014年1月にネオス・新生オーストリアと合流し、ネオス・新生オーストリア自由フォーラムとなった。
自由主義インターナショナルと欧州自由民主改革党に加盟していた。